# Габрє (Севниця)
Габрє (словен. Gabrje) — поселення в общині Севниця, Споднєпосавський регіон, Словенія. Висота над рівнем моря: 270 м.